# Locarno Festival 2025
La 78ª edizione del Locarno Film Festival si è svolta a Locarno dal 6 al 16 agosto 2025.
La conferenza stampa di presentazione si è tenuta a Zurigo l'8 luglio 2025.
Come negli anni precedenti si è tenuto il Prefestival con due proiezioni in Piazza Grande: domenica 3 agosto I Goonies (The Goonies) di Richard Donner (1985) e martedì 5 agosto Last Dance di Delphine Lehericey, Prix du Public al Locarno Festival 2022.
Il 6 agosto si è tenuto il concerto di apertura con la proiezione al Palaexpo del film Fiore del deserto (The Winning of Barbara Worth) di Henry King (1926), musiche eseguite dal vivo dall'Orchestra della Svizzera Italiana, partitura del maestro Neil Brand commissionata da Giornate del cinema muto di Pordenone.

## Sezioni competitive

### Concorso internazionale
- As Estações, regia di Maureen Fazendeiro (Portogallo, Francia, Spagna, Austria)
- Bog neće pomoći, regia di Hana Jušić (Croazia, Italia, Romania, Grecia, Francia, Slovenia)
- Donkey Days, regia di Rosanne Pel (Paesi Bassi, Germania)
- Dracula, regia di Radu Jude (Romania, Austria, Lussemburgo, Brasile)
- Dry Leaf, regia di Alexandre Koberidze (Germania, Georgia)
- Le bambine, regia di Valentina Bertani, Nicole Bertani (Italia, Svizzera, Francia)
- Le Lac, regia di Fabrice Aragno (Svizzera)
- Linije želje, regia di Dane Komljen (Serbia, Bosnia ed Erzegovina, Paesi Bassi, Croazia, Germania)
- Mare's Nest, regia di Ben Rivers (Regno Unito, Francia, Canada)
- Mektoub, My Love: Canto Due, regia di Abdellatif Kechiche (Francia)
- Sehnsucht in Sangerhausen, regia di Julian Radlmaier (Germania)
- Solomamma, regia di Janicke Askevold (Norvegia, Lettonia, Lituania, Danimarca, Finlandia)
- Sorella di Clausura, regia di Ivana Mladenović (Romania, Serbia, Italia, Spagna)
- Tabi to Hibi, regia di Sho Miyake (Giappone)
- Tales of the Wounded Land, regia di Abbas Fahdel (Libano)
- White Snail, regia di Elsa Kremser, Levin Peter (Austria, Germania)
- With Hasan in Gaza, regia di Kamal Aljafari (Palestina, Germania, Francia, Qatar)
- Yakushima's Illusion, regia di Naomi Kawase (Francia, Giappone, Belgio, Lussemburgo)

### Piazza Grande
- Le Pays d'Arto, regia di Tamara Stepanyan (Francia, Armenia, 2025) - film di apertura
- The Birthday Party, regia di Miguel Ángel Jiménez (Grecia, Spagna, Paesi Bassi, Regno Unito, 2025)
- The Dead of Winter, regia di Brian Kirk (Stati Uniti, Germania, 2025)
- Together, regia di Michael Shanks (Australia, Stati Uniti, 2025)
- Affeksjonsverdi, regia di Joachim Trier (Norvegia, Francia, Danimarca, Germania, Svezia, 2025)
- Police Story (Ging chat goo si), regia di Jackie Chan (Hong Kong, 1985)
- Testa o croce?, regia di Alessio Rigo de Righi e Matteo Zoppis (Italia, Stati Uniti, 2025)
- Shining (The Shining), regia di Stanley Kubrick (Regno Unito, Stati Uniti, 1980)
- The Deal, regia di Jean-Stéphane Bron – serie TV, episodi 1 e 2 (Svizzera, Francia, Lussemburgo, Belgio, 2025)
- Irkalla Hulm Jijiljamish, regia di Mohamed Jabarah Al-Daradji (Iraq, Emirati Arabi Uniti, Qatar, Francia, Regno Unito, Arabia Saudita, 2025)
- La petite dernière, regia di Hafsia Herzi (Francia, Germania, 2025)
- Rosemead, regia di Eric Lin (Stati Uniti, 2025)
- Un simple accident, regia di Jafar Panahi (Iran, Francia, Lussemburgo, 2025)
- Kiss of the Spider Woman, regia di Bill Condon (Stati Uniti, Uruguay, 2025)

### Concorso Cineasti del presente
- Affection affection, regia di Alexia Walther, Maxime Matray (Francia)
- Balearic, regia di Ion de Sosa (Spagna, Francia)
- Becoming, regia di Zhannat Alshanova (Francia, Kazakistan, Paesi Bassi, Lituania, Svezia)
- Blue Heron, regia di Sophy Romvari (Canada, Ungheria)
- Don't Let the Sun, regia di Jacqueline Zünd (Svizzera, Italia)
- Fantasy, regia di Kukla (Slovenia, Macedonia del Nord)
- Folichonneries, regia di Eric K. Boulianne (Canada)
- Gioia mia, regia di Margherita Spampinato (Italia)
- Hijo mayor, regia di Cecilia Kang (Argentina, Francia)
- Nu mă lăsa să mor, regia di Andrei Epure (Romania, Bulgaria, Francia)
- Olivia, regia di Sofía Petersen (Argentina, Regno Unito, Spagna)
- The Fin, regia di Syeyoung Park (Corea del Sud, Germania, Qatar)
- The Plant from the Canaries, regia di Ruan Lan-Xi (Germania)
- Tóc, giấy và nước..., regia di Nicolas Graux, Trương Minh Quý (Belgio, Francia, Vietnam)
- Un balcon à Limoges, regia di Jérôme Reybaud (Francia)

### Pardi di domani

#### Concorso internazionale
- Baisanos, regia di Andrés Khamis Giacoman, Francisca Khamis Giacoman (Cile, Palestina, Spagna)
- Bleifrei 95, regia di Emma Hütt, Tina Muffler (Austria, Germania)
- Blind, ins Auge, regia di Atefeh Kheirabadi, Mehrad Sepahnia (Germania, Iran)
- Boa, regia di Alexandre Dostie (Canada, Francia)
- Ce qu'on laisse derrière, regia di Jean-Sébastien Hamel, Alexandra Myotte (Canada)
- Die Uniformierten, regia di Timon Ott (Germania)
- Eldorado, regia di Anton Bialas (Francia)
- Force Times Displacement, regia di Angel Wu (Taiwan)
- Honey, My Love, So Sweet, regia di JT Trinidad (Filippine)
- Hyena, regia di Altay Ulan Yang (Stati Uniti)
- Jolie petite histoire, regia di Elodie Beaumont Tarillon (Francia)
- Koze!, regia di Tonći Gaćina (Croazia, Francia)
- Plàncton, regia di Irene Moray (Spagna, Francia)
- Poluotok, regia di David Gašo (Croazia)
- Primera Enseñanza, regia di Aria Sánchez, Marina Meira (Cuba, Spagna, Brasile)
- Randaghi, regia di Enrico Motti, Emanuele Motti (Italia)
- Still Playing, regia di Mohamed Mesbah (Francia)
- Una vez en un cuerpo, regia di María Cristina Pérez González (Colombia, Stati Uniti)
- Un ciel si bas, regia di Joachim Michaux (Belgio, Francia)
- Yo Yo, regia di Mohammadreza Mayghani (Iran, Francia)

#### Concorso nazionale
- Air Horse One, regia di Lasse Linder (Svizzera, Belgio)
- Ich bin nicht sicher, regia di Luisa Zürcher (Svizzera)
- L'Avant-Poste 21, regia di Camille Surdez (Svizzera)
- Les Dieux, regia di Anas Sareen (Svizzera)
- Lost Touch, regia di Justine Klaiber (Svizzera)
- Nest, regia di Stefania Burla (Svizzera)
- Noirs matins, regia di David Gonseth (Svizzera)
- O Rio de Janeiro Continua Lindo, regia di Felipe Casanova (Belgio, Brasile, Svizzera)
- Tusen Toner, regia di Francesco Poloni (Svizzera)
- Yonne, regia di Julietta Korbel, Yan Ciszewski (Svizzera, Francia)

#### Concorso Corti d'autore
- A Very Straight Neck, regia di Neo Sora (Giappone, Cina)
- Cairo Streets, regia di Abdellah Taïa (Francia)
- Histerični napad smeha, regia di Dušan Zorić, Matija Gluščević (Serbia, Croazia)
- Index, regia di Radu Muntean (Romania)
- Nang Norn, regia di Mattie Do (Stati Uniti, Laos, Tailandia)
- Slet 1988, regia di Marta Popivoda (Germania, Francia, Serbia)
- Solitudes, regia di Ryan McKenna (Canada)
- Späternte, regia di Katharina Huber (Germania)
- Su cane est su miu, regia di Salvatore Mereu (Italia)
- Une fenêtre plein sud, regia di Lkhagvadulam Purev-Ochir (Francia, Mongolia)

## Sezioni non competitive

### Prefestival
- I Goonies (The Goonies), regia di Richard Donner (Stati Uniti, 1985)
- Last Dance, regia di Delphine Lehericey (Svizzera, Belgio, 2022)

### Fuori concorso
- Bobò, regia di Pippo Delbono (Italia)
- Deathstalker, regia di Steven Kostanski (Canada)
- E, regia di Anna Eriksson (Finlandia)
- Exile, regia di Mehdi Hmili (Tunisia, Lussemburgo, Francia, Qatar, Arabia Saudita)
- I Live Here Now, regia di Julie Pacino (Stati Uniti)
- Il Vangelo di Giuda, regia di Giulio Base (Italia, Polonia)
- Keep Quiet, regia di Vincent Grashaw (Stati Uniti)
- Kerouac's Road: The Beat of a Nation, regia di Ebs Burnough (Regno Unito, Stati Uniti)
- Le Chantier, regia di Jean-Stéphane Bron (Francia, Svizzera)
- Legend of the Happy Worker, regia di Duwayne Dunham (Stati Uniti)
- Nova '78, regia di Aaron Brookner, Rodrigo Areias (Regno Unito, Portogallo)
- Silence, regia di Eduardo Casanova (Spagna)
- Some Notes on the Current Situation, regia di Eran Kolirin (Israele)
- The Deal, regia di Jean-Stéphane Bron – serie TV, 6 episodi (Svizzera, Francia, Lussemburgo, Belgio, 2025)

### Histoire(s) du cinéma
- Reazione a catena, regia di Mario Bava (Italia, 1971)
- Luz Silenciosa (Stellet Licht), regia di Carlos Reygadas (Messico, Francia, Paesi Bassi, Germania, 2007)
- 4, regia di Ilja Chržanovskij (Russia, Paesi Bassi, 2004)

Opening Concert
- Fiore del deserto (The Winning of Barbara Worth), regia di Henry King (Stati Uniti, 1926)

Cinéma Suisse Redécouvert
- Les Vilaines Manières, regia di Simon Edelstein (Svizzera, Francia, 1973)
- L'Ogre, regia di Simon Edelstein (Svizzera, Francia, 1987)

Excellence Award Davide Campari Golshifteh Farahani
- Alpha, regia di Julia Ducournau (Francia, Belgio, 2025)

Leopard Club Award Emma Thompson
- Ragione e sentimento (Sense and Sensibility), regia di Ang Lee (Stati Uniti, 1995)

Locarno Heritage
- I cannibali, regia di Liliana Cavani (Italia, 1970)
- Anno uno, regia di Roberto Rossellini (Italia, 1974)

Pardo alla Carriera Ascona-Locarno Tourism Jackie Chan
- Project A - Operazione pirati, regia di Jackie Chan (Hong Kong, 1983)

Pardo d'Onore Alexander Payne
- Nebraska, regia di Alexander Payne (Stati Uniti, 2013)
- Paradiso amaro (The Descendants), regia di Alexander Payne (Stati Uniti, 2011)

Premio Cinema Ticino Michele Dell'Ambrogio
- L'Atalante, regia di Jean Vigo (Francia, 1934)

Raimondo Rezzonico Award Abbout Productions
- Costa Brava, Lebanon, regia di Mounia Akl (Libano, Francia, Spagna, Svezia, Danimarca, Norvegia, Qatar, 2021)
- Memory Box, regia di Joana Hadjithomas e Khalil Joreige (Libano, Canada, Francia, Qatar, 2021)

Vision Award Ticinomoda Milena Canonero
- Megalopolis, regia di Francis Ford Coppola (Stati Uniti, 2024)

### Open Doors Screenings
Primo anno del progetto quadriennale 2025-2028 dedicato ai film di 42 paesi del continente africano.
- Ancestral Visions of the Future, regia di Lemohang Mosese (Francia, Lesotho, Germania, Arabia Saudita, Qatar, 2024)
- Bougainvillea, regia di Yasir Faiz (Egitto, Sudan, 2024) – cortometraggio
- Jangu, regia di Patience Nitumwesiga (Uganda, 2022) – cortometraggio
- L'Envoyée de Dieu, regia di Amina Abdoulaye Mamani (Niger, Burkina Faso, Ruanda, 2023) – cortometraggio
- Le Dernier Voyage, regia di Abdoulaye Sall (Mauritania, Senegal, 2023) – cortometraggio
- Le Rêve de Dieu, regia di Fousseyni Maïga, Mariam Kamissoko (Mali, 2025)
- Nome, regia di Sana Na N'Hada (Guinea-Bissau, Francia, Portogallo, Angola, 2023)
- Omi Nobu, regia di Carlos Yuri Ceuninck (Capo Verde, Belgio, Germania, Sudan, 2023)
- The Bride, regia di Myriam Birara (Ruanda, 2023)
- Une si longue lettre, regia di Angèle Diabang (Senegal, Mali, Francia, Costa d'Avorio, Egitto, 2025)
- Vuta N'Kuvute, regia di Amil Shivji (Tanzania, Sudafrica, Germania, Qatar, 2021)
- When Nigeria Happens, regia di Ema Edosio-Deelen (Nigeria, 2025)
- Where My Memory Began, regia di Priscillia Kounkou Hoveyda (Sierra Leone, 2024) – cortometraggio

### Locarno Kids Screenings
- Arco, regia di Ugo Bienvenu (Francia, Stati Uniti) – film d'animazione
- Fantastique, regia di Marjolijn Prins (Belgio, Francia, Paesi Bassi)
- Grevlingene, regia di Paul M. Lundø (Norvegia)
- Io non ti lascio solo, regia di Fabrizio Cattani (Italia)
- L'Olívia i el terratrèmol invisible, regia di Irene Iborra Rizo (Belgio, Cile, Spagna, Francia, Svizzera) – film d'animazione
- Mary Anning, chasseuse de fossiles, regia di Marcel Barelli (Svizzera, Belgio) – film d'animazione
- Skrzat. Nowy początek, regia di Krzysztof Komander (Polonia, Repubblica Ceca)
- Tichá pošta, regia di Ján Sebechlebský (Repubblica Ceca, Slovacchia, Serbia)

### Retrospettiva
Great Expectations: British Postwar Cinema 1945 - 1960. Ampia panoramica dedicata al cinema britannico, organizzata in collaborazione con il BFI National Archive, nel 90º della fondazione, la Cinémathèque suisse, con il supporto di StudioCanal e curata da Ehsan Khoshbakht. È stata presentata il 10 marzo 2025 presso la sede dell'Ambasciata svizzera a Londra.
- A diary for Timothy, regia di Humphrey Jennings (Regno Unito, 1945) – mediometraggio
- So dove vado (Know Where I'm Going!), regia di Michael Powell ed Emeric Pressburger (Regno Unito, 1945)
- It Always Rains on Sunday, regia di Robert Hamer (Regno Unito, 1947)
- Fuggiasco (Odd Man Out), regia di Carol Reed (Regno Unito, 1947)
- Il porto delle tentazioni (Temptation Harbour), regia di Lance Comfort (Regno Unito, 1947)
- Ricatto (The Shop at Sly Corner), regia di George King (Regno Unito, 1947)
- Sono un criminale (They Made Me a Fugitive), regia di Alberto Cavalcanti (Regno Unito, 1947)
- Brighton Rock, regia di John Boulting (Regno Unito, 1948)
- Daughter of Darkness, regia di Lance Comfort (Regno Unito, 1948)
- Idolo infranto (The Fallen Idol), regia di Carol Reed (Regno Unito, 1948)
- The Three Weird Sisters, regia di Daniel Birt (Regno Unito, 1948)
- This Was a Woman, regia di Tim Whelan (Regno Unito, Stati Uniti, 1948)
- Vendico il tuo peccato (Obsession), regia di Edward Dmytryk (Regno Unito, 1949)
- Passaporto per Pimlico (Passport to Pimlico), regia di Henry Cornelius (Regno Unito, 1949)
- Sogno d'amanti (The Passionate Friends), regia di David Lean (Regno Unito, 1949)
- Train of Events, regia di Sidney Cole, Charles Crichton, Basil Dearden (Regno Unito, 1949)
- Whisky a volontà (Whisky Galore!), regia di Alexander Mackendrick (Regno Unito, 1949)
- Last Holiday, regia di Henry Cass (Regno Unito, 1950)
- I trafficanti della notte (Night and the City), regia di Jules Dassin (Regno Unito, Stati Uniti, 1950)
- Lo spirito, la carne, il cuore (The Astonished Heart), regia di Terence Fisher e Antony Darnborough (Regno Unito, 1950)
- Cielo tempestoso (The Clouded Yellow), regia di Ralph Thomas (Regno Unito, 1950)
- The Happiest Days of Your Life, regia di Frank Launder (Regno Unito, 1950)
- Donna nel fango (The Woman in Question), regia di Anthony Asquith (Regno Unito, 1950)
- Città in agguato (Pool of London), regia di Basil Dearden (Regno Unito, 1951)
- To Be a Woman, regia di Jill Craigie (Regno Unito, 1951) – cortometraggio
- A portrait of Ga, regia di Margaret Tait (Regno Unito, 1952) – cortometraggio
- La colpa del marinaio (Hunted), regia di Charles Crichton (Regno Unito, 1952)
- Mandy la piccola sordomuta (Mandy), regia di Alexander Mackendrick (Regno Unito, 1952)
- The Happy Family, regia di Muriel Box (Regno Unito, 1952)
- The Stranger Left No Card, regia di Wendy Toye (Regno Unito, 1952) – cortometraggio
- La morte colpisce a tradimento (Whispering Smith Hits London), regia di Francis Searle (Regno Unito, 1952)
- The Elephant Will Never Forget, regia di John Krish (Regno Unito, 1953) – cortometraggio
- Il tunnel del terrore (The Yellow Balloon), regia di J. Lee Thompson (Regno Unito, 1953)
- Appuntamento col destino (Turn the Key Softly), regia di Jack Lee (Regno Unito, 1953)
- La poltrona vuota (Cast a Dark Shadow), regia di Lewis Gilbert (Regno Unito, 1955)
- Simone e Laura (Simon and Laura), regia di Muriel Box (Regno Unito, 1955)
- Tigre nella nebbia (Tiger in the Smoke), regia di Roy Baker (Regno Unito, 1956)
- L'alibi dell'ultima ora (Time Without Pity), regia di Joseph Losey (Regno Unito, 1957)
- The Flying Scot, regia di Compton Bennett (Regno Unito, 1957)
- I piloti dell'inferno (Hell Drivers), regia di Cy Endfield (Regno Unito, 1957)
- Senza domani (Nowhere to Go), regia di Seth Holt (Regno Unito, 1958)
- Nudi alla meta (I'm All Right Jack), regia di John Boulting (Regno Unito, 1959)
- L'assassino è alla porta (Hell is a City), regia di Val Guest (Regno Unito, 1960)
- I gangsters di Piccadilly (Never Let Go), regia di John Guillermin (Regno Unito, 1960)
- L'occhio che uccide (Peeping Tom), regia di Michael Powell (Regno Unito, 1960)

## Sezioni indipendenti

### Semaine de la Critique
- Flying Scents - of Plants and People, regia di Antshi von Moos (Svizzera)
- Grünes Licht, regia di Pavel Cuzuioc (Austria, Romania)
- Nella colonia penale, regia di Gaetano Crivaro, Silvia Perra, Ferruccio Goia, Alberto Diana (Italia) – documentario
- She, regia di Parsifal Reparato (Italia, Francia)
- Silent Legacy, regia di Jenni Kivistö, Jussi Rastas (Finlandia, Francia, Burkina Faso)
- The Cowboy, regia di André Hörmann (Germania, Stati Uniti) – documentario
- Útóipe Cheilteach, regia di Dennis Harvey, Lars Lovén (Svezia, Irlanda)

### Panorama Suisse
- 1:10, regia di Sinan Taner (Svizzera) – cortometraggio
- Bagger Drama, regia di Piet Baumgartner (Svizzera)
- Bilder im Kopf, regia di Eleonora Camizzi (Svizzera)
- Friedas Fall, regia di Maria Brendle (Svizzera)
- Heldin, regia di Petra Volpe (Svizzera, Germania)
- Il ragazzo della Drina, regia di Zijad Ibrahimovic (Svizzera) – documentario
- Immortals, regia di Maja Tschumi (Svizzera, Iraq)
- La Cache, regia di Lionel Baier (Svizzera, Lussemburgo, Francia)
- Les Courageux, regia di Jasmin Gordon (Svizzera)
- Qui part à la chasse, regia di Lea Favre (Svizzera) – cortometraggio d'animazione
- Quir, regia di Nicola Bellucci (Svizzera)
- Wisdom of Happiness, regia di Barbara Miller, Philip Delaquis (Svizzera)

## Giurie

### Concorso Internazionale

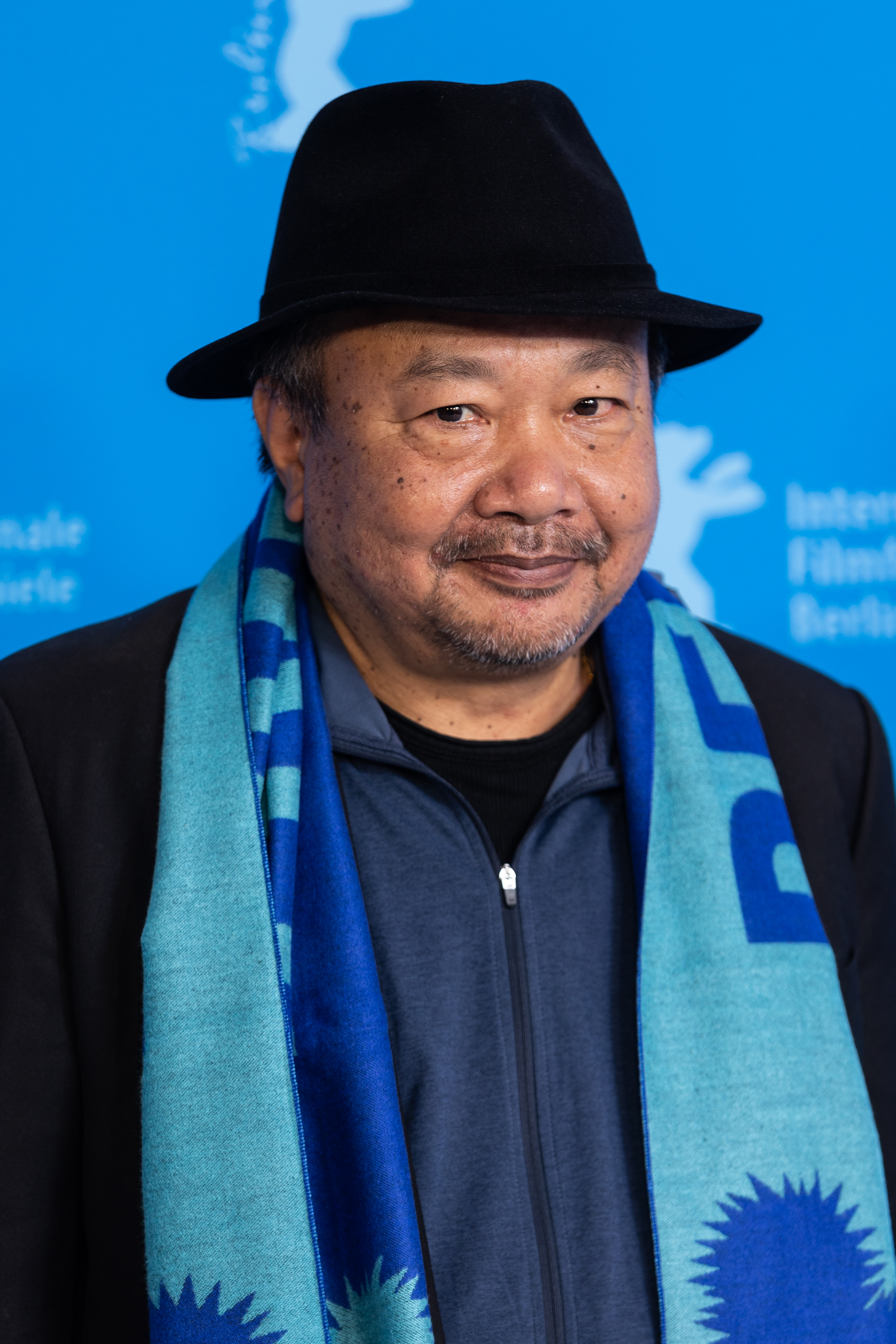
Rithy Panh, presidente di giuria

- Rithy Panh (Cambogia), regista - Presidente
- Joslyn Barnes, produttrice (Stati Uniti)
- Ursina Lardi, attrice (Svizzera)
- Carlos Reygadas, regista (Messico)
- Renée Soutendijk, attrice (Paesi Bassi)

### Cineasti del presente
- Asmara Abigail, attrice (Indonesia)
- La Frances Hui, curatrice (Stati Uniti)
- Kani Kusruti, attrice (India)

### Pardi di domani
- Jihan El Tahri, regista (Egitto, Francia)
- Lemohang Mosese, regista (Lesotho)
- Sara Serraiocco, attrice (Italia)

### Opera prima
- James Hawkinson, direttore della fotografia (Stati Uniti)
- Judith Lou Lévy, produttrice (Francia)
- Patricia Mazuy, regista (Francia)

### Pardo verde
- Michael Almereyda, regista (Stati Uniti)
- Martina Parenti, regista (Italia)
- Seta Thakur, reponsabile comunicazione e innovazione sociale (Svizzera)

## Premi
La cerimonia di premiazione si è tenuta sabato 16 agosto.

### Concorso Internazionale
- Pardo d'oro: Tabi to Hibi di Sho Miyake
- Premio speciale della giuria: White Snail di Elsa Kremser e Levin Peter
- Pardo d'argento per la miglior regia: Abbas Fahdel per Tales of the Wounded Land
- Pardo per la miglior interpretazione:
  - Manuela Martelli e Ana Marija Veselčić per Bog neće pomoći
  - Marya Imbro e Mikhail Senkov per White Snail
- Menzione speciale: Dry Leaf di Alexandre Koberidze

### Cineasti del presente
- Pardo d'oro Cineasti del presente: Tóc, giấy và nước... di Nicolas Graux e Trương Minh Quý
- Premio per il miglior regista emergente: Cecilia Kang per Hijo mayor
- Premio speciale della giuria CINÉ+: Gioia mia di Margherita Spampinato
- Pardo per la migliore interpretazione:
  - Aurora Quattrocchi per Gioia mia
  - Levan Gelbakhiani per Don't Let the Sun

### Pardi di domani

#### Concorso Corti d'autore
- Pardino d'oro WePresent by WeTransfer per il miglior cortometraggio d’autore: A Very Straight Neck di Neo Sora

#### Concorso internazionale
- Pardino d'oro Arts3 Foundation per il miglior cortometraggio internazionale: Hyena di Altay Ulan Yang
- Pardino d'argento Arts3 Foundation per il Concorso internazionale: Still Playing di Mohamed Mesbah
- Premio per la migliore regia Pardi di domani – BONALUMI Engineering: Primera Enseñanza di Aria Sánchez e Marina Meira
- Premio Medien Patent Verwaltung AG: Force Times Displacement di Angel Wu

#### Concorso nazionale
- Pardino d'oro SRG SSR per il miglior cortometraggio svizzero: O Rio de Janeiro Continua Lindo di Felipe Casanova
- Pardino d’argento SRG SSR per il Concorso nazionale: Tusen Toner di Francesco Poloni
- Premio per la migliore speranza svizzera: Camille Surdez per L'Avant-Poste 21
- Cortometraggio candidato del Locarno Film Festival agli European Film Awards: O Rio de Janeiro Continua Lindo di Felipe Casanova

### Opera prima
- Swatch First Feature Award: Blue Heron di Sophy Romvari

### Pardo Verde
- Pardo Verde: Mare's Nest di Ben Rivers
- Menzioni speciali:
  - Tóc, giấy và nước... di Nicolas Graux e Trương Minh Quý
  - Une fenêtre plein sud di Lkhagvadulam Purev-Ochir

### Piazza Grande
- Prix du Public UBS: Rosemead di Eric Lin[9]

### Premi delle giurie indipendenti
- Premio ecumenico
  - Premio della Giuria: Solomamma di Janicke Askevold
  - Menzione speciale della Giuria: Le Lac di Fabrice Aragno
- Premio FIPRESCI: Dry Leaf di Alexandre Koberidze
- Premio Europa Cinemas Label: With Hasan in Gaza di Kamal Aljafari
- Premi della Giuria dei giovani
  - Primo premio: Le Lac di Fabrice Aragno
  - Secondo premio: Dracula di Radu Jude
  - Terzo premio: Mektoub, My Love: Canto Due di Abdellatif Kechiche
  - Premio «L'ambiente è qualità di vita»: Tabi to Hibi di Sho Miyake
  - Menzione speciale: Le bambine di Valentina Bertani e Nicole Bertani
  - Premio miglior film del Concorso Cineasti del presente: Un balcon à Limoges di Jérôme Reybaud
  - Menzione speciale Giuria Concorso Cineasti del presente: Blue Heron di Sophy Romvari e Folichonneries di Eric K. Boulianne
  - Premio migliore cortometraggio del Concorso internazionale della sezione Pardi di domani: Blind, ins Auge di Atefeh Kheirabadi e Mehrad Sepahnia
  - Menzione speciale Giuria del Concorso internazionale della sezione Pardi di domani: Una vez en un cuerpo di María Cristina Pérez González
  - Premio migliore cortometraggio del Concorso nazionale della sezione Pardi di domani: Noirs matins di David Gonseth
  - Premio migliore cortometraggio del Concorso Corti d’autore: Une fenêtre plein sud di Lkhagvadulam Purev-Ochir
- Open Doors Screenings - Premio «L'ambiente è qualità di vita»: L'Envoyée de Dieu di Amina Abdoulaye Mamani

### Premi Semaine de la Critique
- Grand Prix Semaine de la Critique - Prix SRG SSR: Útóipe Cheilteach di Dennis Harvey e Lars Lovén
- Premio Marco Zucchi: Nella colonia penale di Gaetano Crivaro, Silvia Perra, Ferruccio Goia e Alberto Diana

### Premi speciali
Il Festival celebra ogni anno personalità che hanno fatto la storia del cinema, scegliendole come testimoni per un dialogo tra film di ieri e di oggi.
- Pardo d'onore Manor: Alexander Payne[10]
- Pardo alla carriera Ascona-Locarno Turismo: Jackie Chan[11]
- Premio Raimondo Rezzonico: Abbout Productions diretta da Georges Schoucair e Myriam Sassine[12]
- Vision Award Ticinomoda: Milena Canonero[13]
- Lifetime Achievement Award: Lucy Liu[14]
- Locarno Kids Award la Mobiliare: Marcel Barelli[15]
- Excellence Award Davide Campari: Golshifteh Farahani[16]
- Leopard Club Award: Emma Thompson[17]
- Premio Cinema Ticino: Michele Dell’Ambrogio[18]